# Thành phố ngầm Derinkuyu

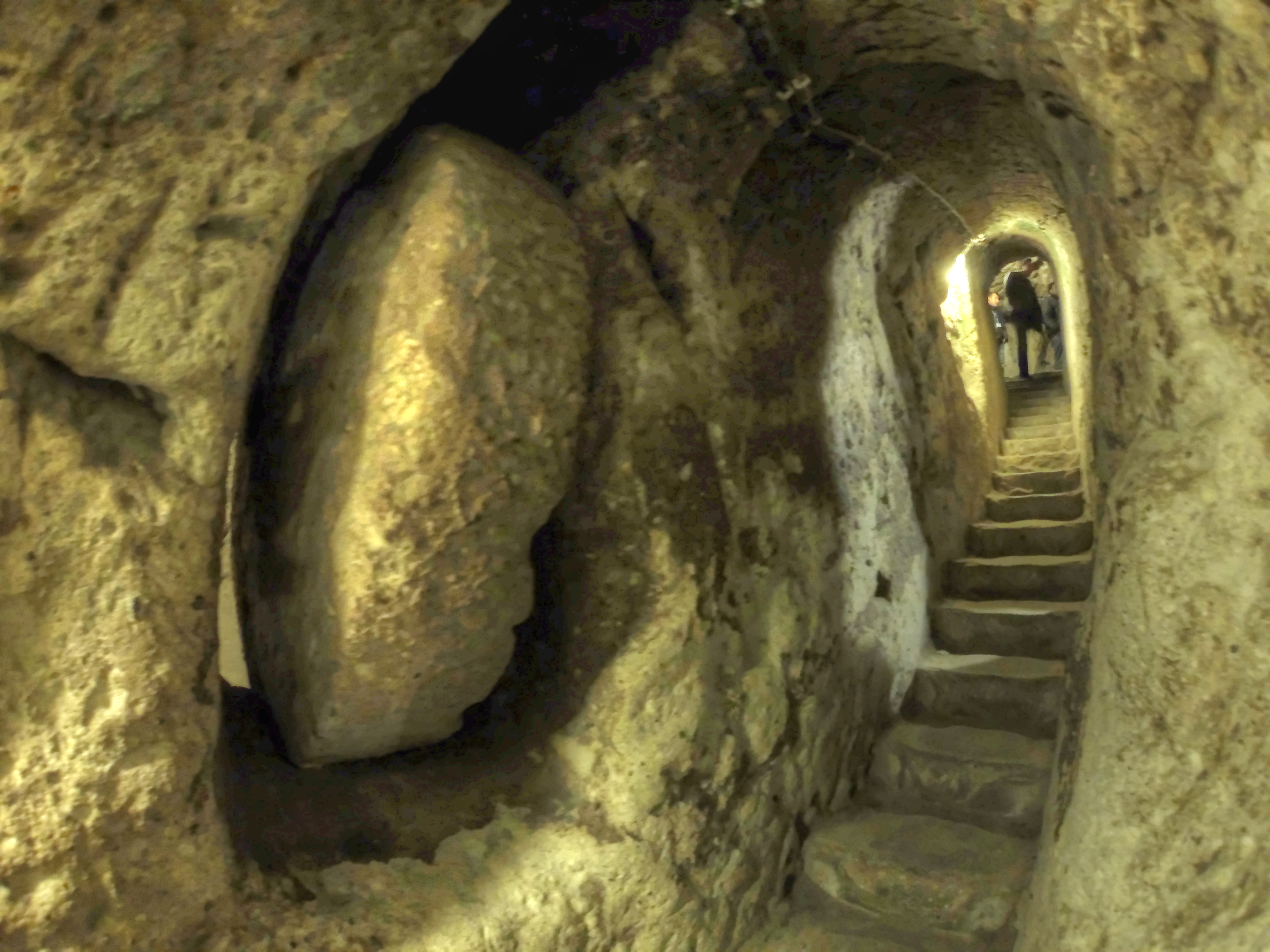
Một lối đi trong thành phố dưới lòng đất.

Thành phố ngầm Derinkuyu (Hy Lạp Cappadocia: Μαλακοπή Malakopi; tiếng Thổ Nhĩ Kỳ: Derinkuyu Yeraltı Şehri)  là một thành phố ngầm cổ đại đa tầng ở huyện Derinkuyu, tỉnh Nevşehir, Thổ Nhĩ Kỳ. Nó có độ sâu lên tới 85 mét (279 ft), đủ lớn để cho 20.000 người cùng với gia súc và đồ dự trữ. Đây là thành phố ngầm được khai quật lớn nhất ở Thổ Nhĩ Kỳ và là một trong một số khu phức hợp dưới lòng đất được tìm thấy trên khắp Cappadocia.

## Nét nổi bật
Thành phố ngầm Derinkuyu có thể được đóng lại từ bên trong bằng những cánh cửa lớn bằng đá. Mỗi tầng có thể được đóng một cửa riêng biệt.

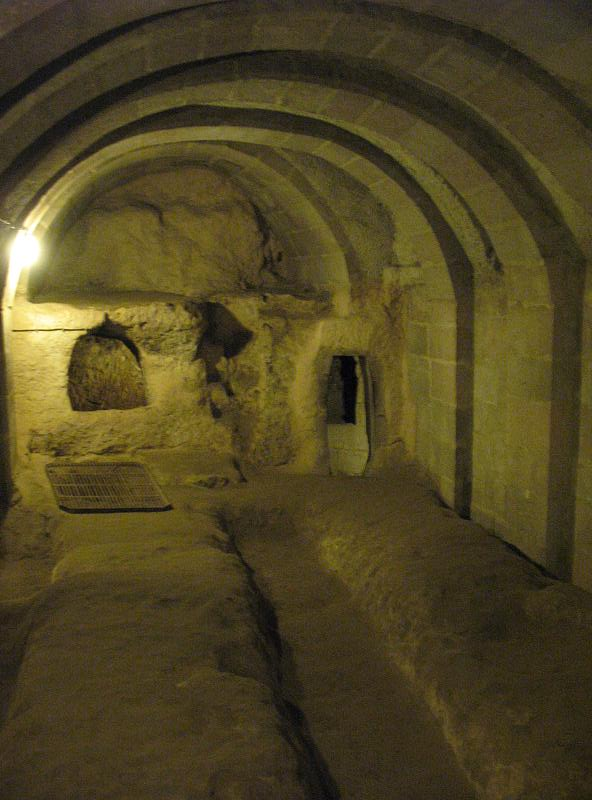
Căn phòng có trần mái vòm, có thể được dùng như một trường học

Nó có thể chứa tới 20.000 người với các khu tiện ích được tìm thấy như trong các khu phức hợp dưới lòng đất khác trên khắp Cappadocia, như là máy ép nho, máy ép dầu, chuồng ngựa, hầm rượu, nhà kho, nhà ăn, nhà nguyện. Điểm độc đáo của khu phức hợp Derinkuyu nằm trên tầng hai là một căn phòng rộng rãi với mái vòm trên trần. Các nhà nghiên cứu cho rằng, căn phòng này được sử dụng như một trường học tôn giáo và các phòng bên trái là để học tập.

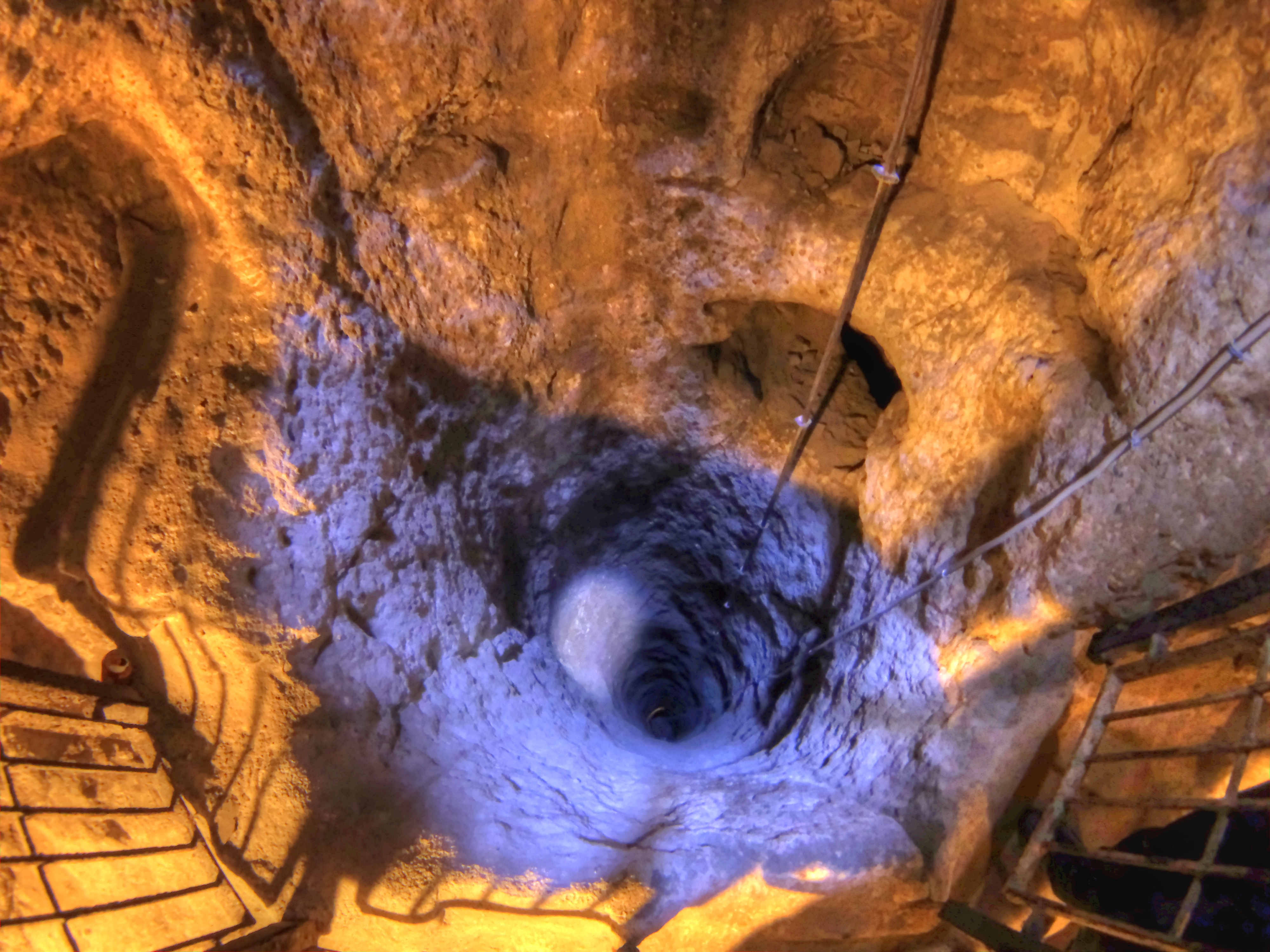
Giếng thông khí trong thành phố

Ở giữa tầng thứ ba và bốn là một loạt cầu thang thẳng đứng dẫn đến một nhà thờ hình chữ thập ở tầng thứ năm, cũng là tầng sâu nhất ở Derinkuyu. Có một khoảng không lớn 55 mét (180 ft) dường như có mục đích sử dụng là một cái giếng. Nó cung cấp tất cả nước cho người dân ở các tầng trên, trong trường hợp không ra ngoài được hay đang trốn tránh quân thù.

## Lịch sử
Theo Bộ Văn hóa Thổ Nhĩ Kỳ, hệ thống hang động có thể ban đầu đã được người Phrygia xây dựng trong khu vực đá núi lửa mềm ở vùng Cappadocia vào thế kỷ 8-7 trước Công nguyên. Khi tiếng Phrygia biến mất trong khoảng thời gian La Mã cổ đại, thay thế bằng ngôn ngữ Hy Lạp, người dân bấy giờ là các Kitô hữu đã mở rộng hang động khiến cấu trúc sâu thêm nhiều cấp cùng với đó là các nhà nguyện và chữ khắc Hy Lạp.
Thành phố tại Derinkuyu được hình thành hoàn chỉnh vào thời kỳ Đông La Mã, khi nó được sử dụng nhiều để trốn tránh những người Hồi giáo Ả Rập trong các trận chiến tranh Ả Rập-Đông La Mã từ năm 780 đến 1180. Nó cũng được kết nối với các thành phố ngầm khác là Kaymakli thông qua một đường hầm dài 8–9 km. Một số hiện vật được phát hiện trong các khu định cư dưới lòng đất này thuộc về Trung kỳ Đông La Mã, giữa thế kỷ thứ 5 và 10.
Những thành phố ngầm này tiếp tục được người Thiên chúa giáo bản xứ sử dụng để bảo vệ trước những cuộc xâm lược của quân Mông Cổ dưới sự lãnh đạo của Timur vào thế kỷ 14.
Sau khi khu vực này rơi vào tay của người Ottoman, các thành phố ngầm này được sử dụng làm nơi ẩn náu bởi những người bản xứ trước những sự cai trị của người Hồi giáo Thổ Nhĩ Kỳ.
Vào đầu thế kỷ 20, những người gốc Hy Lạp Cappadocia và gốc Armenia vẫn sử dụng các thành phố ngầm để thoát khỏi các cuộc đàn áp và diệt chủng.  Richard MacGillivray Dawkins, một nhà ngôn ngữ học từ Cambridge, đã tiến hành nghiên cứu từ năm 1909 đến 1911 về những người bản địa gốc Hy Lạp Cappadocia trong khu vực, đã ghi lại một sự kiện đã xảy ra vào năm 1909," Khi có tin tức về vụ thảm sát tại Adana gần đây, một lượng lớn dân cư ở Axo đã trú ẩn trong những căn hầm dưới lòng đất này, và trong một vài đêm liền họ đã không dám mạo hiểm ngủ trên mặt đất."
Vào năm 1923, khi những người gốc Kitô giáo trong khu vực bị trục xuất từ Thổ Nhĩ Kỳ sang Hy Lạp theo một thỏa thuận giữa hai nước, những đường hầm này dần bị bỏ hoang.
Vào năm 1963, những đường hầm này được khám phá lại sau khi một người dân tìm thấy một căn phòng bí ẩn phái sau tường dưới tầng hầm khi tiến hành sửa nhà. Sau khi tiếp tục đào, các nhà khoa học đã hé lộ được hệ thống đường hầm.
Năm 1969, thành phố ngầm được mở cửa cho du khách thăm quan, tới 2016 có một nửa diện tích thành phố ngầm có thể được phép truy cập.  